# Scarlet Ortiz
Pour les articles homonymes, voir Ortiz.
Scarlet Ortiz (née Hevis Scarlet Ortiz Pacheco le 12 mars 1974 à Caracas au Venezuela), est une actrice vénézuélienne.

## Biographie
Elle est en couple avec l'acteur Yul Bürkle. Ils ont ensemble une fille appelée Bárbara Briana.

## Carrière
En 1992, elle est élue reine de beauté, Miss Sucre, ce qui lui facilite l'accès au monde artistique. De 1994 à 1996, elle présente l'émission pour les enfants Nubeluz. 
En 1996, elle devient la protagoniste de la telenovela Llovizna qui obtient du succès surtout à l'international.
En 1997, Scarlet joue l'unique rôle d'antagoniste de sa carrière dans la telenovela Niña mimada où elle incarne Federica. 
À la fin de 1998, elle joue dans la telenovela Luisa Fernanda qui fait d'elle une artiste internationale. 
En 2000, elle devient la vedette de la telenovela Mis tres hermanas puis part en Colombie pour apparaître dans Yo soy Betty la Fea.
Ensuite elle enregistre Secreto de amor au côté de Jorge Aravena. 
En Colombie elle interprète un personnage de caractère dans Todos quieren con Marilyn.
En 2003, Scarlet enregistre au Pérou la telenovela Todo sobre Camila. Puis elle tourne dans Mi vida eres tú au côté de Jorge Aravena. Le succès escompté n'est pas présent. En République dominicaine, elle participe à Trópico au côté de José Luis Rodríguez, El Puma.
Puis elle joue dans la version latine de Desperate Housewives, appelée Amas de casa desesperadas aux côtés de Gabriela Vergara, Lorna Paz, Julieta Rosen, Ana Serradilla et de Lucía Méndez.
Ensuite elle apparaît dans Alma Indomable où elle partage la vedette avec Karina Mora, entre autres.
On la retrouve dans le reality show Mira quién baila avec d'autres artistes comme Jon Secada, Niurka Marcos et Marcelo Buquet jusqu'à ce qu'on lui propose de jouer dans la telenovela Rafaela avec Jorge Poza.
En 2012, rentrée dans son pays natal après 12 ans d'absence, elle incarne Mariana, un personnage plein de complexité et de conflits intérieurs dans Dulce Amargo, une coproduction du Mexique et du Venezuela. 
En mai et juin 2015, Scarlet Ortiz enregistre le film Santiago Apóstol, une production de José Manuel Brandariz où Julián Gil tient la vedette en jouant Santiago.

## Filmographie

### Films
- 2015 : Santiago Apóstol : María de Nazareth

### Telenovelas
- 1997 : Llovizna (RCTV) : Yolanda Sanchez, dite Llovizna (Protagoniste)
- 1998 : Niña mimada (RCTV) : Federica Jorda (Antagoniste)
- 1999 : Luisa Fernanda (RCTV) : Luisa Fernanda Riera (Protagoniste)
- 2000 : Mis tres hermanas (RCTV) : Lisa Estrada Morandi (Protagoniste)
- 2000-2001 : Yo soy Betty, la fea (RCN) : Alejandra Zinc (Participation spéciale)
- 2001 : Secreto de amor (Venevisión Internacional) : María Clara Carvajal (Protagoniste)
- 2003 : Todo Sobre Camila (Venevisión Internacional) : Camila Montes de Alba (Protagoniste)
- 2006 : Todos quieren con Marilyn (RCN) : Marilyn (Protagoniste)
- 2006 : Mi vida eres tú (Venevisión Internacional) : Daniela Álvarez (Protagoniste)
- 2007 : Trópico (Venevisión Internacional) : Angélica Santos (Protagoniste)
- 2008 : Amas de casa desesperadas : (Univisión) : Susana Martínez (Protagoniste)
- 2008 : Alma Indomable (Venevisión Internacional) : Alma Pérez Sorrento (Protagoniste)
- 2010 : Rafaela (Televisa) : Rafaela de la Vega Martinez (Protagoniste)
- 2012 : Dulce amargo (Televen-Cadenatres) : Mariana Wilhelm Díaz de Fernández (Protagoniste)
- 2015 : El corazón decide (Univision) : Roselena Larrea Muriel de Quintana (Protagoniste)
- 2016 : La fan : Salma Beltrán

### Programmes télévisés
- 1994-1996 : Nubeluz

## Théâtre
- 2015 : Las quiero a las dos

## Nominations et récompenses

### Premios TVyNovelas (Colombie)
| Année | Catégorie                      | Telenovela                | Résultat |
| ----- | ------------------------------ | ------------------------- | -------- |
| 2005  | Meilleure actrice protagoniste | Todos quieren con Marilyn | Nommée   |

### Premios Inter
| Année | Catégorie                    | Telenovela   | Résultat |
| ----- | ---------------------------- | ------------ | -------- |
| 2013  | Meilleure actrice principale | Dulce amargo | Nommée   |